# 12-та авіапольова дивізія (Третій Рейх)
12-а авіапольова дивізія (Третій Рейх) (нім. 12. Luftwaffen-Feld-Division) — піхотна дивізія Вермахту зі складу військово-повітряних сил, що діяла як звичайна піхота за часів Другої світової війни.

## Історія
12-а авіапольова дивізія сформована 1 жовтня 1942 в Бергені з 12-го авіаційного полку Люфтваффе.

## Райони бойових дій
- Німеччина (жовтень 1942 — березень 1943);
- СРСР (північний напрямок) (березень 1943 — жовтень 1943);
- Курляндський котел (жовтень 1944 — квітень 1945);
- Німеччина (Східна Пруссія) (квітень — травень 1945).

## Командування

### Командири
- генерал-лейтенант Герберт Кеттнер (нім. Herbert Kettner) (1 жовтня 1942 — 15 листопада 1943);
- оберст Вольфганг Кречмар (нім. Wolfgang Kretzschmar) (15 листопада — 27 грудня 1944), загинув у бою;
- генерал-майор Готтфрід Вебер (нім. Gottfried Weber) (27 грудня 1943 — 10 квітня 1945);
- генерал-лейтенант Франц Шліпер (нім. Franz Schlieper) (10 квітня — 8 травня 1945).